# Александровка (Асекеєвський район)
Алекса́ндровка (рос. Александровка) — присілок у складі Асекеєвського району Оренбурзької області, Росія.

## Населення
Населення — 36 осіб (2010; 57 у 2002).
Національний склад (станом на 2002 рік):
- росіяни — 79 %